# ボルシアMG 12-0 ドルトムント (1978年)
ボルシア・メンヒェングラートバッハがボルシア・ドルトムントに12-0で勝ったサッカーの試合（ボルシア・メンヒェングラートバッハがボルシア・ドルトムントに12-0でかったサッカーのしあい）は、1978年4対29日に開催されたドイツ・ブンデスリーガ1977-1978最終節9試合のうちのひとつであった。同リーグの史上最大点差試合の記録として残っている。

## 第33節終了時の状況
ホームチームのボルシア・メンヒェングラートバッハは、三連覇中の王者としてこのシーズンに臨んだ。スタートダッシュに失敗した後、第22節からは2位につけて首位1.FCケルンを追走し、最終第34節を前に両者は勝ち点で並んでいたが、得失点差ではケルンが10ポイントの大量リードを確保していた。アウェイのボルシア・ドルトムントは、ブンデスリーガ2部から復帰後2シーズン目であり、昨季に続いて今シーズンも危なげなく中位を維持、第31節FCシャルケ04戦の勝利によって、既に来季の1部残留を決めていた。 なお、前半戦のボルシアMG-ドルトムントの対戦は、3-3の引き分けだった 。
そして最終節の前には、ケガで戦列を離れていた正ゴールキーパーのホルスト・ベルトラムが、メンバーに復帰していた 。しかし、オットー・レーハーゲル監督がグラートバッハ戦の先発GKに選んだのは、代役の若いペーター・エントルラートであった。彼は1978年6月30日契約満了であり、これが契約更新に向けて最後のアピール機会と考えられていた。しかし試合当日の朝、クラブから契約延長の意思がない事を告げられ、エントルラートは戦力外通告を受けたその日の午後に、三連覇中の王者との試合に臨むことになってしまう。

## 最終節終了後の順位表 (一部抜粋)
| 順位 | チーム                             | 試合 | 勝 | 分 | 敗 | 得 | 失 | 差  | 勝ち点 |
| ---- | ---------------------------------- | ---- | -- | -- | -- | -- | -- | --- | ------ |
| 1    | 1.FCケルン (C)                     | 34   | 22 | 4  | 8  | 86 | 41 | +45 | 48     |
| 2    | ボルシア・メンヒェングラートバッハ | 34   | 20 | 8  | 6  | 86 | 44 | +42 | 48     |
| 11   | ボルシア・ドルトムント             | 34   | 14 | 5  | 15 | 57 | 71 | –14 | 33     |

## 試合内容
グラートバッハの本拠地ベーケルベルクシュタディオンが改修工事中の為、この最終戦はデュッセルドルフのラインシュタディオンで開催された。観衆38000人が見つめる中、主審のフェアディナント・ビヴァージが前半開始のホイッスルを鳴らした。
逆転優勝とは非常に難しい状況だったが、にもかかわらずグラートバッハは高いモチベーションで試合に臨んだ。開始1分、ユップ・ハインケスがホームチームに先制点をもたらし、彼は前半のうちにハットトリックを達成。さらにカーシュテン・ニールセン、カール・デルハイエ、ヘルベルト・ヴィマーが得点し、グラートバッハは前半を6-0のリードで折り返した。
同時刻にキックオフされた、ケルンのミュンガースドルファー・シュタディオンにおける試合では、首位1.FCケルンが既に降格の決まっているFCザンクト・パウリに対し一点を先取。そのまま1-0リードで前半を終えた。
前半6失点を喫したドルトムントのロッカールームでは、レーハーゲル監督がごく短い指示のみを与え、選手達に誇りを見せるよう求めた。後半に向けての選手交代はなく、控え選手達も誰一人出場を直訴しなかった。そしてレーハーゲル監督は、GKエントルラートに対して、交代で下がりたいかどうか尋ねたのだが、答えは「出続けたい」であった。しかし彼自身、この判断が間違いであったと認めている。
今にして思えば、私は交代で下がるべきだったんじゃないですかね。ホルスト・ベアトラムなら、6失点以上は防いでくれたかもしれない。その点は確信が持てます。ほとんどの人は忘れてしまってますけども、私は実際止められるものは、殆ど全て止めたんです。—ペーター・エントルラート
後半に入り、グラートバッハはさらに点差を広げた。59分ハインケス、61分ニールセンと決めて8-0となり、そこでBVBベンチのレーハーゲル監督がようやく動いた。35歳の元西ドイツ代表ジークフリート・ヘルトを投入しようとしたのだが、しかしヘルトは「監督、いまさら自分が出たところで何か変えられるとでもいうんですか?」と言って、出場を拒否した。そして66分、カール・デルハイエが加点し9-0となった。
試合中、ベンチの連中からピッチ上の私達に向かって、ケルンとの得失点差を詰めるのにあと何ゴール必要なのか、絶え間なく大声で伝えられていた。スコアが9-0の時だった、彼らが「あと3点」と叫んでいたので、私はこう言い返した。「お前ら頭おかしくなったのか？」と。 —ユップ・ハインケス
その後77分ハインケス、87分エヴァルト・リーネン、90分クリスティアン・クーリクと加点し、12-0でグラートバッハが勝った。

## 試合結果
| ボルシア・メンヒェングラートバッハ | 12–0     | ボルシア・ドルトムント |
| --- | -------- | ---------------------- |
| - ハインケス 1分, 12分, 32分, 59分, 77分 - ニールセン 13分, 61分 - デルハイエ 22分, 66分 - ヴィマー 38分 - リーネン 87分 - クーリク 90分 | レポート |                        |

| ボルシア・メンヒェングラートバッハ | ボルシア・ドルトムント |

| GK             | 1  | ヴォルフガン・クレフ             |  |      |
| CB             | 2  | ベアティ・フォクツ               |  |      |
| CB             | 4  | ハンス＝ユアゲン・ヴィットカンプ |  |      |
| CB             | 3  | ヴィルフリート・ハンネス         |  |      |
| RM             | 6  | ホルスト・ヴォーラース           |  |      |
| CM             | 10 | クリスティアン・クーリク         |  |      |
| CM             | 8  | ヘアバート・ヴィマー (c)         |  |      |
| LM             | 5  | カーステン・ニールセン           |  |      |
| RW             | 9  | カール・デルハイエ               |  |      |
| CF             | 11 | ユップ・ハインケス               |  |      |
| LW             | 7  | アラン・シモンセン               |  | 77分 |
| 交代出場:      |    |                                  |  |      |
| MF             | 13 | エヴァルト・リーネン             |  | 77分 |
| 監督:          |    |                                  |  |      |
| ウド・ラテック |    |                                  |  |      |

| GK                     | 1  | ペーター・エントルラート                              |
| RB                     | 3  | アマント・タイス                                      |
| CB                     | 2  | ヴェルナー・シュナイダー (1954年生まれのサッカー選手) |
| CB                     | 4  | ローター・フーバー                                    |
| LB                     | 5  | ヘルベルト・マイアー (サッカー選手)                   |
| RM                     | 7  | ブルクハルト・ゼグラー                                |
| CM                     | 6  | ミロスラフ・ヴォタヴァ                                |
| CM                     | 11 | ハンス＝ヨアヒム・ヴァーグナー                        |
| LM                     | 8  | マンフレート・ブルクスミュラー (c)                    |
| CF                     | 9  | ヴォルフガン・フランク (サッカー選手)                 |
| CF                     | 10 | ペーター・ガイアー                                    |
| 監督:                  |    |                                                       |
| オットー・レーハーゲル |    |                                                       |

| MOM:               |
| ユップ・ハインケス |

## 試合後
ブンデスリーガ史上最大点差記録を達成したが、しかしメンヒェングラートバッハは四連覇を逃した。1.FCケルンは最終的に5-0でザンクト・パウリを下し、同勝ち点・得失点差3ポイントのリードで優勝、通算3回目のドイチャーマイスターの座を獲得した。
敗れたザンクト・パウリのファンはというと、試合中デュッセルドルフからの途中経過に疑念を抱いていたので、ケルンを祝福した。試合終了後に彼らがケルンの優勝を一緒に喜んだことから、両軍ファンの間にファンフロイントシャフト(友好関係)が築かれた。
試合翌日からしばらくの間、敗軍の将オットー・レーハーゲルは「トーアハーゲル」 (得点ハーゲル、ゴールハーゲル) という侮辱的なニックネームを頂戴し、さらに解任された。ジークフリート・ヘルトが監督代行を務めた後、翌シーズン開幕前にカール＝ハインツ・リュールが正式監督に就任した。
あの惨敗の後、オットー・レーハーゲルと会う機会があったんだよ。彼も私もエッセンに住んでいたので、(試合から) 帰ってきた折にね。それで急に彼は私に言ったんだ、明日にはもう新しい監督が来ているだろうな、と。これから起きるであろうことを、彼は察知していたんだ。無論、あの大敗はレーハーゲルの責任じゃなかった。オットー・レーハーゲルはスケープゴートにされたのさ、そうすることでBVBはクラブとしての威厳を守ったんだよ。—マンフレート・ブルクスミュラー
しかしスケープゴートを作る一方で、ドルトムントは試合に出た全選手に対しても、「無気力なプレー」「クラブの名を汚す行為」をしたとの理由で、それぞれ2000ドイツマルクの罰金を科している 。
個人としてもワースト記録12失点を喫したGKペーター・エントルラートは、当時2.フースバル・ブンデスリーガのテニス・ボルシア・ベルリンに移籍した。また、ボルシア・ドルトムントは翌週に複数の練習試合を予定していて、そこでは観客から激しく野次られた。

## 不正疑惑
試合が不正操作されていたという疑惑が持ち上がったが、ドルトムント側から全否定された。DFアーマント・タイスは「結局、すべてのシュートは有効なゴールだったのだし、チームとしても完敗だった」とコメントした 。勝ったメンヒェングラートバッハのヘルベルト・ヴィマーとユップ・ハインケスは、これが現役最後の試合であった。ヴィマーはあるインタビューの中で、自分たちが優勝できなくてよかったと思う、優勝したら「不正に関する憶測を与えてしまうだけ」、とコメントしている 。DFBはこの試合に関してごく短い調査を行い、試合に関与したドルトムントの選手達はフランクフルト・アム・マインのDFB本部に召喚され、説明をしなければならなかった。
しかしその後の数週間で、状況はむしろ悪化したんです。不幸にもクラブはあの惨敗の前から、すでにアマチュアチームとのフレンドリーマッチを数試合組んでしまっていたものだから。僕らが町中を歩くと、八百長野郎どもという罵声に耐えないといけなかったんです。観客も「それでよ、お前達の新しい家は、新車はどこにあるんだ?」とか言って野次ってくる。彼らは本気で信じていたんです、僕らが買収されたのだと。—ローター・フーバー
しかし、彼が0-12の大敗を屈辱に感じていたのも事実であった。「神も世界も、われらの監督オットー・レーハーゲルに襲い掛かってきたかのようだった」と、30年以上経過してからも嘆いている通り、フーバーにとって恐ろしい体験だった事がうかがえる。だがしかし、別のフーバーのコメントによれば、それでもBVBの選手は当時ハッピーでもあったという。なぜならその後、世間は新たにレーハーゲルというスケープゴートを見つけたからだ。

## 豆知識
- メンヒェングラートバッハとドルトムントが次にリーグ戦で対戦したのは、翌1978-1979シーズンの第2節であった。ベーケルベルクで行われたグラートバッハのホームゲームで、結果は2-2のドロー[14]。
- 当時ラインシュタディオンに設置されていた電光掲示板の容量では、12ゴールすべての得点および得点者を表示することができなかった[15]。
- 2019年5月、バイア―04レーヴァクーゼンがアイントラハト・フランクフルト相手に前半だけで6ゴールを決め、グラートバッハが約41年間保持していた記録に並んだ。また、レーヴァクーゼンは36分までに6点を挙げており、グラートバッハの38分を抜いて最速記録を樹立した[16]。